# Hajany (okres Strakonice)
Hajany (německy Hajan) jsou obec v okrese Strakonice v Jihočeském kraji. Leží asi čtyři kilometry severozápadně od Blatné. Žije zde 173 obyvatel.
Obcí protékají Hajanský a Kocelovický potok. Na východ od obce se zvedá vrch Zbiroh (481 metrů).

## Historie
První písemná zmínka o obci pochází z roku 1318, kdy je připomínán jejich majitel Buzek či Bohuslav z Rožmitálu. Ve 14. století náležely Hajany k rožmitálskému panství. Další zmínka je z roku 1393, kdy Hajany náležely panu Vilémovi ze Želče. Po jeho smrti je král Václav IV. roku 1406 daroval klášteru v Ústí nad Lužnicí. 
V okolí jsou znatelné zbytky po rýžování zlata.

## Obyvatelstvo
| Rok            | 1869 | 1880 | 1890 | 1900 | 1910 | 1921 | 1930 | 1950 | 1961 | 1970 | 1980 | 1991 | 2001 | 2011 | 2021 |
| -------------- | ---- | ---- | ---- | ---- | ---- | ---- | ---- | ---- | ---- | ---- | ---- | ---- | ---- | ---- | ---- |
| Počet obyvatel | 355  | 365  | 316  | 271  | 279  | 256  | 226  | 202  | 159  | 129  | 121  | 91   | 84   | 126  | 160  |
| Počet domů     | 47   | 50   | 50   | 61   | 50   | 49   | 50   | 52   | 43   | 41   | 38   | 46   | 64   | 61   | 77   |

## Obecní správa
Mezi lety 1850–1973 byly Hajany obcí v okrese Blatná (1869–1950) a později v okrese Strakonice. Od 1. ledna 1974 do 31. prosince 1993 patřily jako část města k Blatné a od 1. ledna 1994 jsou opět samostatnou obcí.

### Části obce
- Hajany (k. ú. Hajany u Blatné)

Sousedními obcemi sídla jsou Kocelovice, Tchořovice, Chlum a Blatná.

### Obecní symboly
Znak a vlajka byly obci uděleny rozhodnutím předsedkyně Poslanecké sněmovny Parlamentu České republiky dne 24. února 2011.

## Hospodářství
Stejně jako převážná většina vesnic v okolí Blatné jsou i Hajany vsí zemědělskou. Trvale osídlena je méně než polovina nemovitostí.

## Doprava

### Dopravní síť
Do obce vedou silnice III. třídy.

### Autobusová doprava 2024
Autobusovou dopravu v obci Hajany zajišťuje společnost ČSAD AUTOBUSY České Budějovice. V obci se nachází zastávka Hajany. Obec obsluhují autobusové linky 380762 a 380769. Linka 380762 vede z Blatné a Chlumu a pokračuje dále do Kocelovic, Tchořovic, Lnář, Předmíře, Mladého Smolivce a Radošic. Linka 380769 spojuje obec se Lnáři a Předmíří a na druhou stranu s Blatnou a Horažďovicemi, přičemž obsluhuje i další obce na trase.

### Železniční doprava 2024
Územím obce prochází jednokolejná regionální železniční trať 192 Nepomuk–Blatná, která byla uvedena do provozu v roce 1899. Nejbližší železniční stanicí je Blatná a směrem do Nepomuku je to železniční zastávka Tchořovice.

## Pamětihodnosti
- Kaplička svaté Anny z roku 1900
- V obci je také možné navštívit po předchozí telefonické domluvě galerii malíře Ladislava Wagnera